# Kinosternon oaxacae
La tortuga de pantano de Oaxaca (Kinosternon oaxacae) es una especie de tortuga del género Kinosternidae endémica de México. 

## Distribución
Esta especie es endémica de México. Se encuentra en los estados de Guerrero y Oaxaca.